# 桝谷周一郎
桝谷 周一郎（ますや しゅういちろう、1973年1月10日 - ）は、日本の料理人、実業家。

## 略歴
東京都新宿区神楽坂出身。
15歳から料理の道に入り、フランス料理「日本青年館・東洋軒」「トリアノン」で修行後、東京都内のイタリア料理店に入店 。1994年から約3年間、北京のイタリア料理店シェフを勤め腕を磨く。帰国後は都内の名店を経て、1998年、25歳で代官山に「オステリア ルッカ」を開業。
2010年、芸人コンビ北陽の虻川美穂子と結婚。2015年2月3日、第1子となる長男が誕生。2024年4月から「桝谷のSimple is best」YouTubeチャンネル（直筆のタイトルロゴは「桝谷周一郎のSimple is best」）を開設。